# Pierre-Auguste-Florent Gérard
 (avril 2020).
Pierre-Auguste-Florent Gérard, né à Bruxelles le 9 juillet 1800 et mort à Saint-Josse-ten-Noode le 8 novembre 1882, fut auditeur-général près la haute Cour militaire à Bruxelles, ainsi que l'auteur de différents ouvrages d'histoire.

## Œuvres
- Essai sur les causes de la révolution brabançonne
- Histoire de la législation nobiliaire de Belgique
- Histoire des Carolingiens (écrit avec Léopold Auguste Warnkoenig)
- Histoire des Francs d'Austrasie
- Histoire des races humaines d'Europe, depuis leur formation jusqu'à leur rencontre dans la Gaule
- La Barbarie franke et la civilisation romaine
- Le Socialisme gaulois et l'individualisme germanique